# إدارة الوقود بالقوات المسلحة (مصر)
إدارة الوقود، هي إحدى إدارات هيئة الإمداد والتموين بالقوات المسلحة المصرية. وهي الإدارة المسئولة عن تلبية احتياجات القوات المسلحة من الوقود والزيوت والشحوم البترولية وتدبير المعدات الفنية التخصصية للوقود من مستودعات تخزين وخطوط أنابيب وأدوات تداول ونقل وطلمبات. كانت متطلبات وقود القوات المسلحة تتبع سلاح التعيينات حتى مارس 1939 مع صدور قرار وزارة الدفاع الوطني بإنشاء رئاسة الإمداد والتموين وكان في هيكل تنظيمها سلاح خدمة الجيش الذي اشتمل في تنظيمه على وحدة بترول، وفي عام 1955 تم تشكيل أول سرية نقل بترول وفي عام 1959 صدر قرار تنظيم إدارة الوقود.

## مديري الإدارة
- لواء أركان حرب / إيهاب مسلم عبد الله.[1]
- لواء أركان حرب / أيمن عبد الستار.[2]
- لواء أركان حرب / محمد أنور.[3]
- لواء أركان حرب / هشام أبو الخير.[4]
- لواء أركان حرب / محسن المحلاوي.[5]
- لواء أركان حرب / فرج السيد ناصر.[6]